# 前1290年代
| 千纪： | 前2千纪 |
| 世纪： | 前14世纪 \| 前13世纪 \| 前12世纪                                                                                     |
| 年代： | 前1320年代 \| 前1310年代 \| 前1300年代 \| 前1290年代 \| 前1280年代 \| 前1270年代 \| 前1260年代                       |
| 年份： | 前1299年 \| 前1298年 \| 前1297年 \| 前1296年 \| 前1295年 \| 前1294年 \| 前1293年 \| 前1292年 \| 前1291年 \| 前1290年 |

## 重要事件及趋势
- 约前1295年—前1186年，古埃及新王国卡纳克神庙阿蒙神像建立。
- 前1292年，埃及第十八王朝结束，第十九王朝的开始。
- 前1292年，拉美西斯一世加冕为法老。
- 根据夏商周断代工程，大约盘庚时代

## 重要人物
- 霍朗赫布，古埃及第十八王朝法老
- 拉美西斯一世，古埃及第十九王朝法老
- 穆尔西里二世、穆瓦塔里二世，赫梯国王
- 阿里克-登-伊利、阿达德尼拉里一世，亚述国王
- 那兹·玛鲁塔什，巴比伦第三王朝国王
- 卡伊拉索斯、潘狄翁二世、米提昂、埃勾斯，雅典国王
- 盘庚，商朝国王